# École militaire d'état-major Nicolas

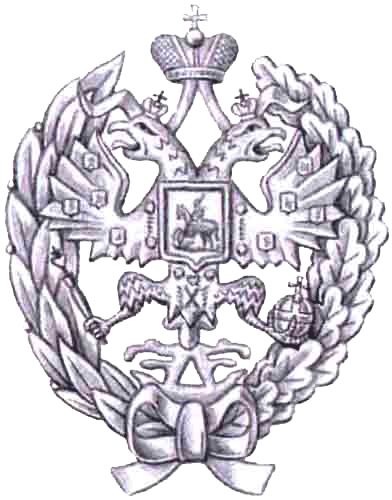
Insigne de l’académie.

L’École militaire d’état-major Nicolas ou Académie militaire d'état-major Nicolas (en russe : Императорская Николаевская военная академия, littéralement : académie militaire impériale Nicolas) de Saint-Pétersbourg, qui porte ce nom depuis 1909, a été fondée en 1832 en tant qu’académie militaire impériale (Императорская военная академия) puis fut rebaptisée académie militaire de l’état-major général de Nicolas (Николаевская академия Генерального штаба) en souvenir de Nicolas Ier de Russie en 1855. Elle dépendait de l'état-major général impérial.

## Son histoire
C'était l'établissement d'enseignement militaire formant des officiers supérieurs le plus important de l'Empire russe.
Elle se trouvait dans un bâtiment construit par Alexandre von Hohen et avait pour rôle de former les officiers de l’Armée impériale russe de toutes armes aux postes supérieurs et d’état-major, ainsi que d’augmenter les connaissances générales des officiers. Elle employait des professeurs d'histoire, des tacticiens et des stratèges militaires tels que Bayiov, Dragomirov, Leer, Medem, Milioutine, Mychlaïevski, Pouzyrevski, Kouropatkine, Alexeïev, Markov, entre autres. Les cours se répartissaient sur deux années avec un enseignement tant théorique que pratique.
Les hommes qu’elle forma se retrouvèrent dans toutes les armées :
- impériales : Gerngross, Kondratenko, le grand-duc Nicolas Nikolaïevitch, Anatoli Nossovitch, Obroutchev, Skobelev, Stoletov, Alexandre Svetchine, Abdolhossein Teymourtash ;
- Armées blanches : Wrangel, Koltchak, Dénikine, Nejentsev, Kazanovitch, Kappel ;
- Armée rouge : Boris Chapochnikov, Sergueï Kamenev, Alexandre Svetchine ;
- Estoniens : Johan Laidoner, Jaan Soots ;
- Ukrainiens : Mykola Kapoutiansky ;
- Français: Maurice Janin (stagiaire pendant un an entre octobre 1910 et octobre 1911);
- Serbes :
- Bulgares.

En mars 1918, elle fut transformée en Académie militaire de l’Armée rouge par Lénine et transférée à Ekaterinbourg puis à Kazan. La majorité du corps enseignant refusa de prendre les armes face à l’avancée des troupes de Koltchak et des Légions tchécoslovaques, préférant se rallier à la cause blanche ; elle est donc dissoute par le Conseil militaire révolutionnaire mais continue sa formation, du côté Blanc, à Ekaterinbourg, Tomsk puis Omsk. Elle suit la retraite des troupes pour finir par se trouver à Vladivostok et fut dissoute en 1921.
L'Académie militaire Frounzé (renommée ainsi en 1925) lui succède à Moscou.

## les directeurs de l’école
- De 1832 à 1854 : Ivan Soukhozanet ;
- 1854 à 1857 : Gustav Stefan ;
- 1857 à 1862 : Alexandre Baumgarten ;
- 1862 à 1878 : Alexandre Léontiev ;
- 1878 à 1889 : Mikhaïl Dragomirov ;
- 1889 à 1898 : Heinrich Leer ;
- 1898 à 1901 : Nikolaï Soukhotine ;
- 1901 à 1904 : Vladimir Glazov ;
- 1904 à 1907 : Nikolaï Mikhnevitch ;
- 1907 à 1912 : Dmitri Chtcherbatchiov ;
- 1913 à 1914 : Mikołaj Januszkiewicz ;
- 1914, de mars à août : Pavel Engalitchev ;
- 1914 à 1916 : Peters ;
- 1916 à 1917 : V. D. Kamnev ;
- 1917 à 1922 : Alexandre Andogski.